# Крячок білий

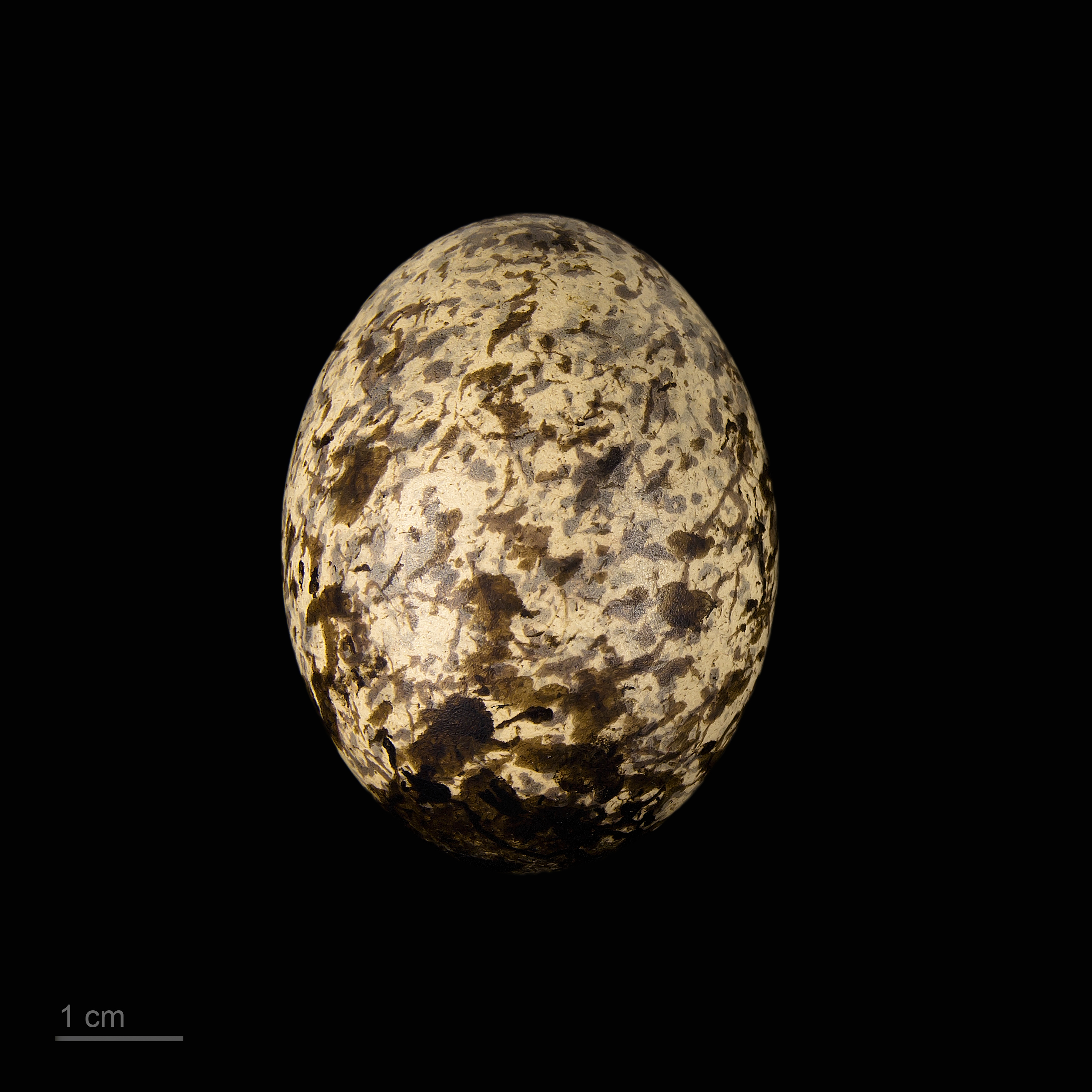
яйце Gygis alba - Тулузький музей

Крячок білий (Gygis alba) — морський птах родини крячкових (Sternidae). Цей птах мешкає в тропічних морях по всьому світу, особливо Тихого та Індійського океанів, хоча зустрічається і на атлантичних островах. Це невеликий, цілком білий крячок, з довгим чорним дзьобом. Гніздиться переважно на коралових островах, будуючи гніздо з гілок дерев, хоча може гніздитися і у скелях або штучних будівлях. Живиться рибою, яку ловить за допомогою пірнання.